# Ambasciatori delle Città anseatiche in Russia
L'ambasciatore delle Città anseatiche in Russia era il primo rappresentante diplomatico delle Città anseatiche (Amburgo, Brema e Lubecca) in Russia.
Le relazioni diplomatiche iniziarono ufficialmente nel 1761, anche se già dal XIV secolo vi erano stati i primi contatti tra le due entità statali (si ricordi a tal proposito la legazione guidata dal sindaco di Lubecca, Conrad Garmerscon col consigliere Heinrich Kerkring ed il segretario Johan Brambach presso lo zar Boris Godunov nel 1603). L'impero russo aprì una propria rappresentanza presso le città anseatiche con un'ambasciata permanente ad Amburgo dal 1709.
Dal secondo decennio dell'Ottocento i rapporti tra le due entità statali si fecero sempre meno significativi e i costi per il mantenimento di un'ambasciata in Russia divennero dispendiosi per le città anseatiche. Di conseguenza la rappresentanza venne ridotta a consolato generale nel 1832 ed infine chiusa nel 1843.
Oltre all'ambasciata a San Pietroburgo, vennero aperti anche dei consolati ad Arcangelo, a Kronstadt, a Mosca, ad Odessa, a Reval (Tallinn), a Riga ed a Vyborg.

## Città Anseatiche
- 1761-1786: Johann Nicolaus Willebrandt
- 1787-1816: Johann Georg Wiggers
- 1816-1818: ? Winkler
- 1819-1822: Karl Sieveking
- 1822-1832: Carl Godeffroy
- 1832-1835: Hermann Schröder, console generale
- 1835-1843: Constantin Thal, console generale

1843: Chiusura dell'ambasciata